# 2025年世界运动会短柄墙球比赛
2025年世界运动会短柄墙球比赛是2025年世界运动会的一个项目，于2025年8月13日-17日在中国成都市高新区高新体育中心综合馆举行。本届世界运动会共设置男子单打、女子单打和混合双打3个项目。

## 资格赛
在美国圣安东尼奥举行的2024年世界短柄墙球锦标赛上，16名男子和16名女子获得了参加2025年世界运动会的资格。

## 奖牌榜
*   主办国家/地区（中国）
| 排名                     | 国家 / 地区              | 金牌 | 銀牌 | 銅牌 | 总计 |
| ------------------------ | ------------------------ | ---- | ---- | ---- | ---- |
| 1                        | 中国*                    | 0    | 0    | 0    | 0    |
| 总计（共1个国家 / 地区） | 总计（共1个国家 / 地区） | 0    | 0    | 0    | 0    |

## 奖牌得主
| 项目     | 金牌 | 银牌 | 铜牌 |
| 男子单打 |      |      |      |
| 女子单打 |      |      |      |
| 混合双打 |      |      |      |

## 参赛代表团
- 阿根廷（2）
- 玻利维亚（2）
- 加拿大（2）
- 哥斯达黎加（2）
- （2）
- 厄瓜多尔（2）
- 德国（2）
- 危地马拉（2）
- 印度（2）
- 爱尔兰（2）
- 意大利（2）
- 日本（2）
- 墨西哥（2）
- 韩国（2）
- 中华台北（2）
- 美国（2）